# Thomas Decock
Pour les articles homonymes, voir Decock.
Thomas Decock, né le 10 aout 1986 à Tours en France, est un joueur professionnel français de hockey sur glace qui évolue en position d'ailier.

## Carrière
Né à Tours, Thomas Decock est le fils de Jean-Yves Decock, lui-même joueur de hockey sur glace. Il commence le hockey à l'Hormadi Anglet quand son père est encore en activité au club.
Il fait toute sa formation dans le Pays Basque et il connaît des sélections en équipe de France avec les moins de 18 ans et les moins de 20 ans. À Anglet il découvre également le haut niveau à tout juste 18 ans.
Alors que l'Hormadi connaît des déboire à la fin de la saison 2006-2007, Decock rebondit du côté de Caen avant de s'engager l'année suivante avec les Ducs de Dijon et de rester durablement en Bourgogne. Alors qu'il commence à prendre ses marques chez les Ducs, des médecins lui détecte un lymphone hodgkinien. Après 7 mois de combat contre la maladie, il reprend la compétition.
Après 6 ans et une coupe de France en Bourgogne, il rejoint l'ambitieux projet bordelais avec qui il remporte la Division 1 dès sa première saison et il est nommé dans l'équipe type de la saison. L'année suivante en Ligue Magnus est compliquée mais les Bordelais se maintiennent. Decock, dont le cancer refait surface, n'est pas conservé par les Boxers.
10 ans après avoir quitté le Pays Basque, et après avoir de nouveau battu le cancer, Decock revient à Anglet. Pour sa deuxième saison, il est couronné d'un second titre de champion de France de Division 1. Lors de la montée en Ligue Magnus de l'Hormadi, Decock est nommé capitaine.

## Statistiques
| Saison    | Équipe             | Ligue        |    | Saison régulière | Saison régulière | Saison régulière | Saison régulière | Saison régulière |   | Séries éliminatoires | Séries éliminatoires | Séries éliminatoires | Séries éliminatoires | Séries éliminatoires |
| Saison    | Équipe             | Ligue        | PJ | B                | A                | Pts              | Pun              | PJ               | B | A                    | Pts                  | Pun                  |                      |                      |
| 2004-2005 | Boxers de Bordeaux | Division 2   | 10 | 6                | 4                | 10               | 2                |                  |   |                      |                      |                      |                      |                      |
| 2004-2005 | Hormadi Anglet     | Ligue Magnus | 15 | 2                | 0                | 2                | 8                | 6                | 2 | 0                    | 2                    | 0                    |                      |                      |
| 2005-2006 | Hormadi Anglet     | Ligue Magnus | 24 | 5                | 4                | 9                | 4                | 2                | 0 | 0                    | 0                    | 0                    |                      |                      |
| 2006-2007 | Hormadi Anglet     | Ligue Magnus | 26 | 3                | 9                | 12               | 16               | 3                | 1 | 0                    | 1                    | 0                    |                      |                      |
| 2007-2008 | Drakkars de Caen   | Ligue Magnus | 23 | 5                | 5                | 10               | 10               | 2 rel            | 1 | 1                    | 2                    | 2                    |                      |                      |
| 2008-2009 | Ducs de Dijon      | Ligue Magnus | 19 | 3                | 6                | 9                | 8                | 3                | 1 | 0                    | 1                    | 2                    |                      |                      |
| 2009-2010 | Ducs de Dijon      | Ligue Magnus | 26 | 7                | 8                | 15               | 18               | 3                | 0 | 0                    | 0                    | 6                    |                      |                      |
| 2010-2011 | Ducs de Dijon      | Ligue Magnus | 26 | 7                | 14               | 21               | 14               | 2                | 0 | 1                    | 1                    | 0                    |                      |                      |
| 2011-2012 | Ducs de Dijon      | Ligue Magnus | 25 | 5                | 8                | 13               | 14               | 5                | 3 | 0                    | 3                    | 12                   |                      |                      |
| 2012-2013 | Ducs de Dijon      | Ligue Magnus | 20 | 6                | 5                | 11               | 14               | 5                | 1 | 2                    | 3                    | 4                    |                      |                      |
| 2013-2014 | Ducs de Dijon      | Ligue Magnus | 26 | 15               | 14               | 29               | 47               | 8                | 0 | 3                    | 3                    | 8                    |                      |                      |
| 2014-2015 | Boxers de Bordeaux | Division 1   | 24 | 15               | 18               | 33               | 24               | 8                | 4 | 4                    | 8                    | 28                   |                      |                      |
| 2015-2016 | Boxers de Bordeaux | Ligue Magnus | 26 | 8                | 9                | 17               | 6                | 10 rel           | 1 | 1                    | 2                    | 0                    |                      |                      |
| 2016-2017 | Hormadi Anglet     | Division 1   | 18 | 7                | 7                | 14               | 22               | 4                | 0 | 1                    | 1                    | 4                    |                      |                      |
| 2017-2018 | Hormadi Anglet     | Division 1   | 25 | 14               | 11               | 25               | 49               | 11               | 3 | 9                    | 12                   | 12                   |                      |                      |
| 2018-2019 | Hormadi Anglet     | Ligue Magnus | 41 | 10               | 20               | 30               | 79               | 6 rel            | 6 | 1                    | 7                    | 2                    |                      |                      |
| 2019-2020 | Hormadi Anglet     | Ligue Magnus | 40 | 7                | 15               | 22               | 71               | 4cla             | 4 | 2                    | 6                    | 0                    |                      |                      |
| 2020-2021 | Hormadi Anglet     | Ligue Magnus | 23 | 6                | 11               | 17               | 20               | -                | - | -                    | -                    | -                    |                      |                      |
| 2021-2022 | Hormadi Anglet     | Ligue Magnus | 43 | 15               | 12               | 27               | 87               | 6rel             | 8 | 1                    | 9                    | 2                    |                      |                      |
| 2022-2023 | Hormadi Anglet     | Ligue Magnus | 44 | 13               | 12               | 25               | 57               | 6rel             | 3 | 2                    | 5                    | 2                    |                      |                      |